# Trybliographa trichopsila
Trybliographa trichopsila är en stekelart som först beskrevs av Hartig 1841.  Trybliographa trichopsila ingår i släktet Trybliographa, och familjen glattsteklar. Arten är reproducerande i Sverige.